# Fondo europeo della difesa
Il Fondo europeo della difesa è un fondo gestito dall'Unione europea per coordinare e accrescere gli investimenti nazionali nella ricerca per la difesa e per aumentare l'interoperabilità tra le forze armate dei diversi stati membri. Proposto nel 2016 dal Presidente della Commissione europea Jean-Claude Juncker, è stato creato nel 2017 con una dotazione di 5,5 miliardi di euro all'anno. Il fondo si compone di due sezioni, una per la ricerca (90 milioni di euro fino alla fine del 2019, poi 500 milioni all'anno dopo il 2020) e una per lo sviluppo e l'acquisizione (500 milioni di euro per gli anni 2019-2020, 1 miliardo all'anno per gli anni successivi).
Questo fondo costituisce, insieme alla Revisione coordinata annuale sulla difesa (CARD) e la Cooperazione strutturata permanente (PESCO), un nuovo pacchetto di azioni per la difesa dell'Unione.
Le priorità dei finanziamenti per ricerca e sviluppo del settore militare indicate nel Work Program 2023 del Fondo sono il dominio delle operazioni elettromagnetiche e la cybersicurezza.